# Василівка (Солонянська селищна громада)
Васи́лівка — село в Україні, у Солонянській селищній територіальній громаді Дніпровського району Дніпропетровської області. Населення станом на 2021 рік — 1072 мешканці.

## Географія
Село Василівка розташоване на березі річки Суха Сура, вище за течією на відстані 0,5 км розташоване село Звонецький Хутір, нижче за течією примикає село Антонівка. Річка в цьому місці пересихає, на ній зроблено кілька загат. Поруч проходить автомобільна дорога Н08.
Знаходиться за 15 км на північний схід від центру громади Солоне і за 10 км від залізничної станції Сурське на лінії Апостолове — Нижньодніпровськ-Вузол.

## Історія
Василівка заснована у другій половині 19 сторіччя.
Перший колгосп створено у 1929 році.
У Василівці знаходилася центральна садиба колгоспу «Заповіт Леніна», за яким закріплено 8350 га сільськогосподарських угідь, у тому числі 7558 га орних земель. Господарство спеціалізувалося на вирощуванні зернових культур та виробництві м'ясо-молочної продукції.
За високі показники в соціалістичному змаганні, яке розгорнулося на честь 50-річчя Великого Жовтня, колгоспу «Перемога» (що згодом ввійшов до складу колгоспу «Заповіт Леніна») у 1967 році вручено на вічне зберігання пам'ятний Червоний прапор ЦК КПРС, Президії Верховної Ради СРСР, Ради Міністрів СРСР і ВЦРПС.
За 1966—1976 роки в селі побудовано 70 індивідуальних, три двоповерхових 12-квартирних і сім 8-квартирних житлових будинків, будівля восьмирічної школи.
У 1989 році за переписом тут мешкало приблизно 1200 осіб.
У 2001 році за переписом тут мешкало 1128 осіб.

## Василівка сьогодні
У селі є восьмирічна школа, у якій 14 вчителів навчають 173 учні, клуб із залом для глядачів на 250 місць, дві бібліотеки, книжковий фонд яких становить 6 тис. примірників, медпункт, дитячі ясла на 70 місць, два магазини. Є майстерня побутового обслуговування, АТС, поштове відділення, ощадна каса.
Встановлено пам'ятник 73-м радянським воїнам, загиблим при вигнанні з Василівки нацистських окупантів.

## Населення

### Мова
Розподіл населення за рідною мовою за даними перепису 2001 року:
| Мова            | Кількість | Відсоток |
| --------------- | --------- | -------- |
| українська      | 912       | 80.85%   |
| російська       | 187       | 16.58%   |
| вірменська      | 8         | 0.71%    |
| білоруська      | 5         | 0.44%    |
| румунська       | 3         | 0.27%    |
| інші/не вказали | 13        | 1.15%    |
| Усього          | 1128      | 100%     |

## Відомі люди
- Коновалов Володимир Володимирович (1986—2014) — розвідник 39-го батальйону територіальної оборони Дніпропетровської області «Дніпро-2». Загинув під Кряківкою на Луганщині.